# Saint-Léger-sur-Sarthe

Saint-Léger-sur-Sarthe este o comună în departamentul Orne, Franța. În 1 ianuarie 2022 avea o populație de 314 de locuitori.